# Eudorylas nevadaensis
Eudorylas nevadaensis är en tvåvingeart som först beskrevs av Hardy 1943.  Eudorylas nevadaensis ingår i släktet Eudorylas och familjen ögonflugor.
Artens utbredningsområde är Nevada. Inga underarter finns listade i Catalogue of Life.